# Fresnoy-en-Chaussée
Fresnoy-en-Chaussée település Franciaországban, Somme megyében. Lakosainak száma 140 fő (2022. január 1.). Fresnoy-en-Chaussée Beaucourt-en-Santerre, Hangest-en-Santerre, Mézières-en-Santerre, Le Plessier-Rozainvillers és Le Quesnel községekkel határos.

## Népesség
A település népességének változása:
| Lakosok száma | 132  | 150  | 153  | 148  | 142  | 137  | 138  | 136  | 140  |
|               | 2013 | 2015 | 2016 | 2017 | 2018 | 2019 | 2020 | 2021 | 2022 |